# Orłówka (rejon rówieński)
Orłówka (ukr. Орлівка, Orliwka) – wieś na Ukrainie, w obwodzie rówieńskim, w rejonie rówieńskim, w hromadzie Bereźne. W 2022 liczyła 1289 mieszkańców.
W okresie międzywojennym wieś znajdowała się w granicach II RP, wchodząc w skład gminy Bereźne w powiecie kostopolskim, w województwie wołyńskim.